# Automóviles eléctricos en China

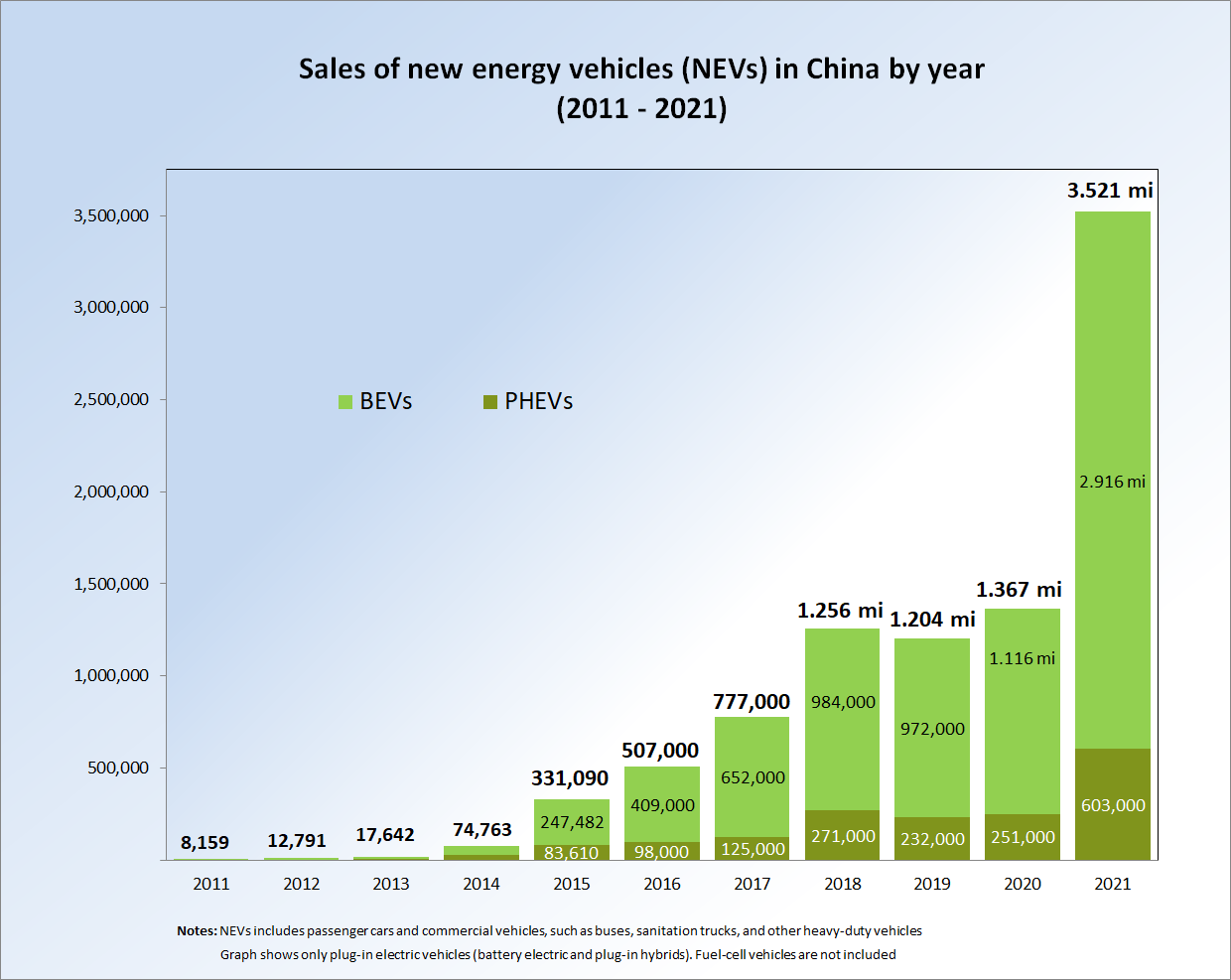
Las ventas de vehículos de nueva energía en China por año entre enero de 2011 y diciembre de 2021.

El uso del automóvil eléctrico en China representa una industria creciente en el país. En 2015 China fue el segundo mayor productor de vehículos eléctricos, con cerca de 250 mil unidades, detrás de Estados Unidos con más de 400 mil y superando a Japón, con cerca de 130 mil unidades anuales.

## Industria
El gobierno chino aprobó en 2009 un plan para dejar atrás la tecnología automotriz actual y aprovechar el creciente mercado de vehículos nuevos para ser de los líderes mundiales en la fabricación de vehículos totalmente eléctricos e híbridos. El apoyo político del gobierno para la adopción de vehículos eléctricos tiene cuatro objetivos: crear una industria líder en el mundo que producirá empleos y exportaciones; la seguridad energética para reducir su dependencia del petróleo que viene del Oriente Medio; Reducir la contaminación del aire urbano y reducir sus emisiones de carbono.
En junio de 2012, el Consejo del Estado de China publicó un plan de desarrollo de la nueva industria energética de los vehículos de ahorro de energía doméstica y el plan establece un objetivo de ventas de 500.000 vehículos de nueva energía en 2015 a 5 millones para el año 2020. A medida que las ventas fueron mucho menores de lo previsto inicialmente y la mayoría de la población de vehículos eléctricos nuevos ha sido comprado por el gobierno para las flotas públicas, nuevos incentivos monetarios fueron emitidas en 2014 y el gobierno nacional estableció un objetivo de ventas de 160.000 unidades para el 2014. Aunque no se logró el objetivo, las ventas de nuevos vehículos de nueva energía en 2014 ascendieron a 74,763 unidades, un 324% más a partir de 2013. El aumento de la demanda continuó en 2015, con un total de 331,092 vehículos eléctricos vendidos en el año 2015, el aumento de 343% año con año. La Asociación China de Fabricantes de Automóviles (CAAM) espera que las ventas de vehículos nuevos de energía lleguen a más del doble de 2015 y a 700.000 nuevos en 2016.

## Incentivos del gobierno
El gobierno chino utiliza el término vehículos de nueva energía (NEVs) para designar a los vehículos enchufables, y solamente los vehículos eléctricos y vehículos eléctricos híbridos están sujetos a la compra de incentivos. Inicialmente, se incluyeron también los híbridos convencionales. El 1 de junio de 2010, el gobierno chino anunció un programa de prueba para proporcionar incentivos para vehículos de nueva energía de hasta 60.000 yuanes (~ US $ 9,281 en junio de 2011) para la compra privada de nuevos vehículos eléctricos de batería y 50.000 yuanes (~ US $ 7,634 en junio de 2011) para los híbridos enchufables en cinco ciudades. El gobierno fijó el objetivo de aumentar la capacidad de producción anual del país a 500.000 coches híbridos o totalmente eléctricos y autobuses a finales de 2011, frente a 2.100 en 2008. Un anuncio realizado a mediados de septiembre de 2013 por la Comisión Nacional de Desarrollo y Reforma, en conjunto con los ministerios de las finanzas, la ciencia, y la industria confirmó que el gobierno central proporcionará un máximo de US$ 9 800 para la compra de un vehículo de pasajeros totalmente eléctrico y hasta US $ 81.600 para un bus eléctrico. Los subsidios son parte de los esfuerzos del gobierno para hacer frente a la contaminación problemática del aire en China.
En abril del año 2016, El Buró de Gestión de Tráfico, dependiente del Ministerio de Seguridad Pública, anunció la introducción de nuevas placas de matrícula verde para identificar vehículos de nueva energía, en lugar de placas de color azul estándar del país. El objetivo de las placas especiales es facilitar el control policial de las políticas preferenciales que algunas autoridades locales aplican a los automóviles menos contaminantes para ayudar a reducir las emisiones y facilitar el tráfico. Por ejemplo, el centro de Pekín ha puesto en marcha un esquema de racionamiento del espacio vial, un reglamento que prohíbe conducir vehículos convencionales en la ciudad por un día a la semana, pero los nuevos vehículos de energía están exentos de la restricción.

## Ventas

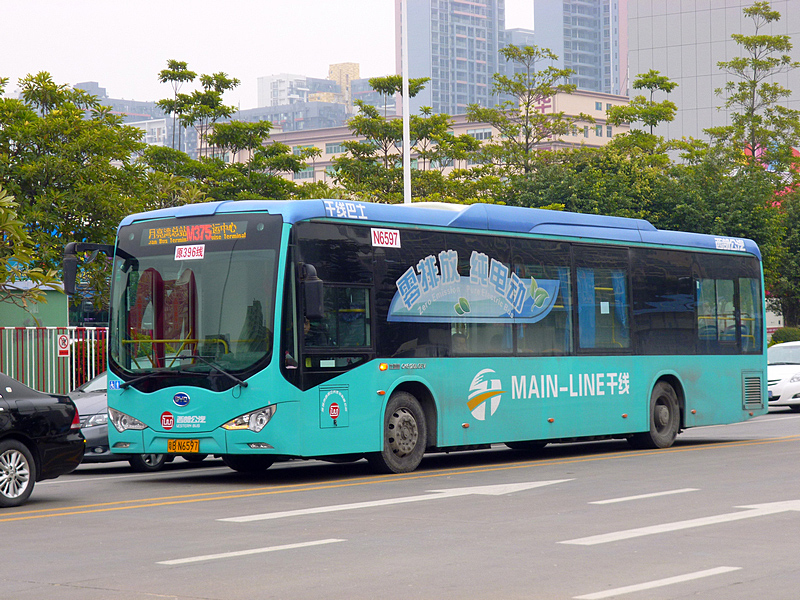
Los autobuses totalmente eléctricos representan una parte significativa de la población de vehículos de nueva energía en China. Se muestra un autobús BYD K9 en Shenzhen.

Las ventas de vehículos de energía nueva ascendieron a 502,572 unidades entre enero de 2011 y marzo de 2015, de las cuales, más del 92% fueron vendidas desde enero de 2014, con 58.125 unidades vendidas durante los tres primeros meses de 2016 (11,6%), 331,092 unidades (65,9%) en 2015 y 74.763 (14,9%) en 2014. Estas cifras incluyen los vehículos industriales pesados tales como autobuses y camiones de saneamiento. La acción china de vehículos eléctricos consta de 366,219 vehículos totalmente eléctricos (72,9%) y 136,353 híbridos enchufables (27,1%). Para diciembre de 2014, un total de 83,198 coches eléctricos de pasajeros se habían registrado en el país desde el año 2008. Con 176,627 vehículos de pasajeros vendidos en 2015, China superó a los EE. UU., (El país de mayor venta en el año 2014, y se convirtió en el país con el mercado con más ventas de autos híbridos enchufables en el mundo en 2015). Para marzo de 2016, en cuanto a la existencia de vehículos eléctricos de poca potencia, China ocupa el segundo lugar después de Estados Unidos, con ventas acumuladas de alrededor de 300,000 vehículos. Para diciembre de 2015, los enchufables en China habían representado el 21% de las ventas acumuladas globales de coches eléctricos de pasajeros legales en carreteras.
El stock de vehículos de nueva energía que se venden en China desde el año 2011 superó el hito de 500,000 unidades en marzo de 2016, convirtiendo al país en el mayor mercado de enchufables en el mundo cuando se consideran todos los segmentos de vehículos eléctricos. Más de 160,000 nuevos vehículos de energía de gran potencia se han vendido entre 2011 y 2015, de los cuales, 123,710 (77,2%) fueron vendidos en 2015. Los vehículos industriales de energía nueva en 2015 consistieron en 100,763 vehículos totalmente eléctricos (81,5%) y 22,947 de vehículos híbridos enchufables (18,5%). La cuota de ventas de autobuses totalmente eléctricos en el mercado de autobuses de China subió del 2% en 2010 al 9,9% en 2012 y se espera que se cierre al 20% para 2013. Para diciembre de 2014, China tenía cerca de 36,500 autobuses completamente eléctricos. Para diciembre de 2015, China fue el mayor mercado de autobuses eléctricos del mundo, y en 2020, el país espera dar cuenta de más del 50% del mercado mundial de autobús eléctrico.

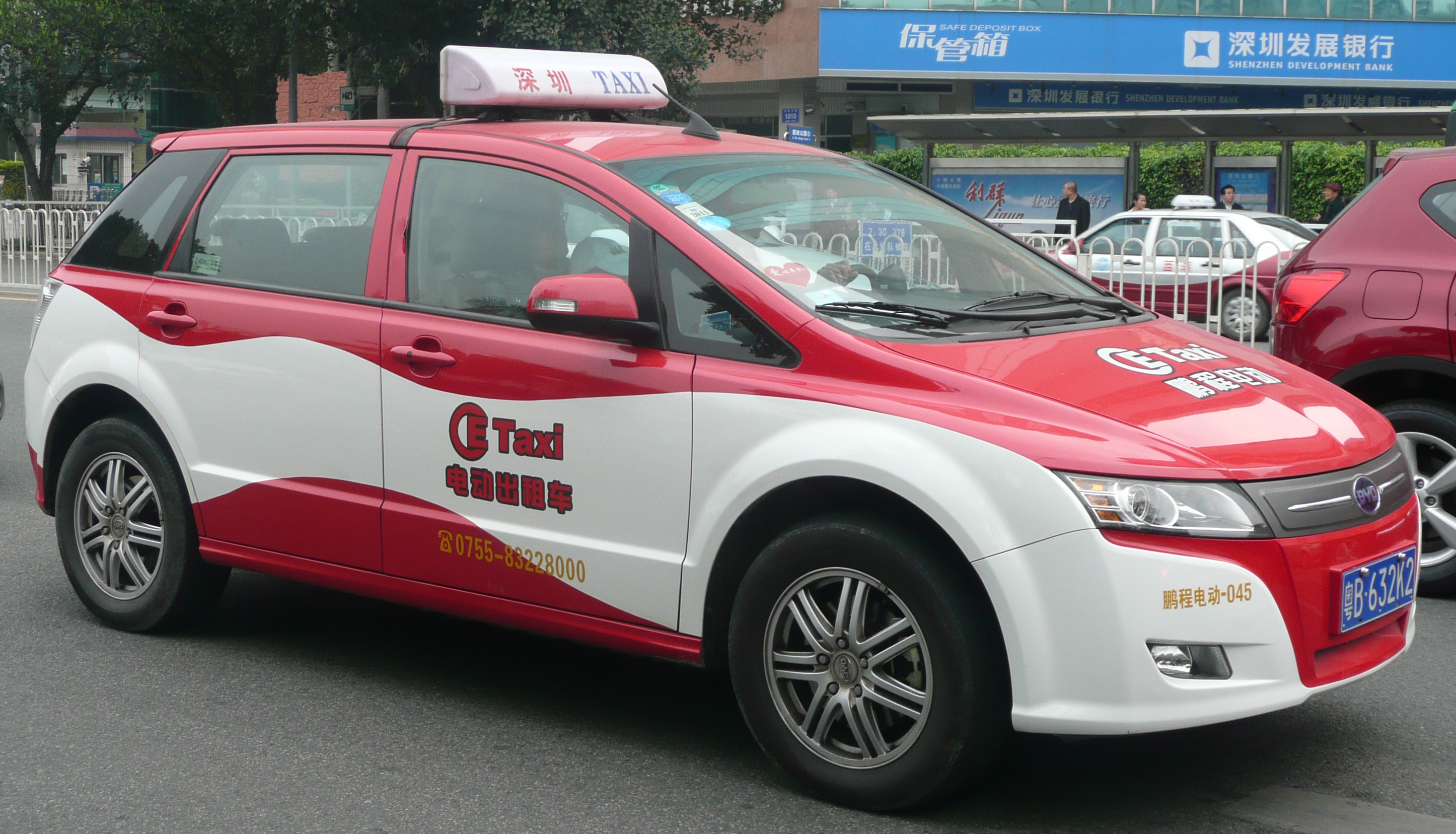
El BYD e6, que es completamente eléctrico, funcionando como taxi en Shenzhen, China.

Un total de 8,159 vehículos eléctricos nuevos se vendieron en 2011, con coches de pasajeros (61%) y autobuses(28%). De estos, 5,579 unidades fueron eléctricos y 2,580 híbridos. La venta de vehículos eléctricos representó el 0.04% de la venta de vehículos nuevos en 2011. La venta de vehículos nuevos alcanzó en 2012 las 12,791 unidades, las cuales incluyen 11,375 vehículos eléctricos y 1,416 híbridos. Los vehículos de nueva energía representaron el 0.07% de las ventas totales del país en el 2012. Durante 2013 los vehículos de nueva energía alcanzaron ventas de 17,642 unidades, subiendo un 37.9% desde 2012 y representando el 0.08% de cerca de 22 millones de vehículos vendidos en 2013. Las entregas incluyeron 14,604 eléctricos y 3,038 híbridos. El vehículo que obtuvo mayores ventas en un periodo entre 2011 y 2013 fue el Chery QQ3 EV city car, con 2,167 unidades vendidas en 2011, 3,129 en 2012 y 5,727 en 2013.
2014

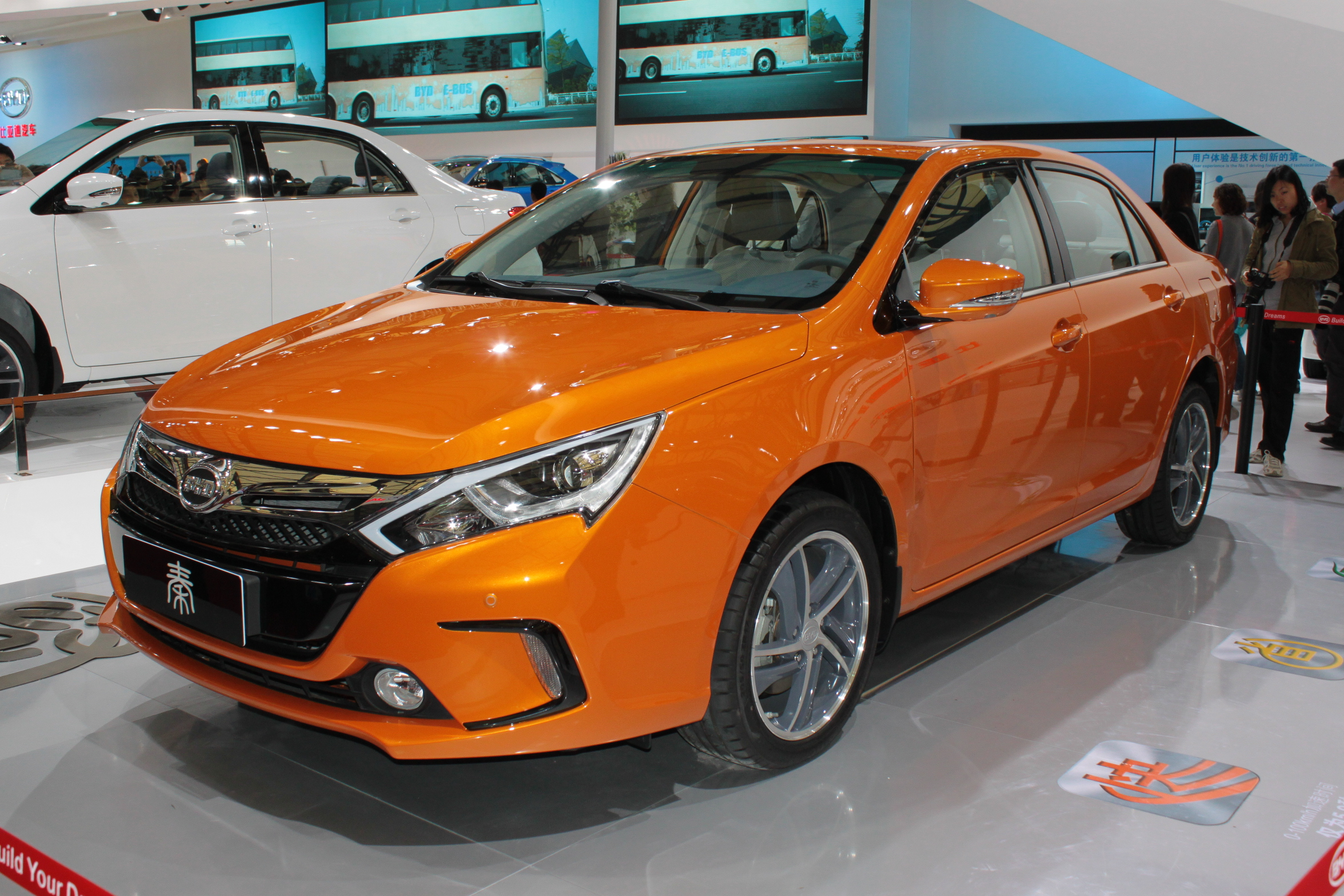
El BYD Qin, el cual fue lanzado en diciembre de 2013, se convirtió en el vehículo de pasajeros con mayores ventas del mercado de vehículos de nueva energía en China en 2014. Las ventas acumuladas totales fueron de 46,787 unidades hasta diciembre de 2015.

Durante 2014 las ventas de vehículos de nueva energía alcanzaron 74,763 unidades, las cuales consisten de 45,048 vehículos completamente eléctricos y 29,715 híbridos enchufables. De estos, el 71% eran de pasajeros, autobuses con 27% y 1% de camiones. Las ventas de vehículos eléctricos aumentaron 210% desde 2013, mientras que las ventas de híbridos crecieron 880% respecto al año anterior. La cuota de mercado del segmento eléctrico alcanzó el 0,32% de los 23,5 millones de ventas de automóviles nuevos vendidos en 2014. El BYD Qin quedó clasificado como el eléctrico más vendido en China en 2014, con 14.747 unidades vendidas durante el año y se convirtió en el coche de pasajeros con mayor ventas del país cada vez. El Qin fue seguido por el totalmente eléctrico EV Kandi con 14,398, Zotye Zhidou E20 con 7.341 unidades y el BAIC E150 EV con 5.234.
2015
Las ventas de vehículos nuevos de energía en el año 2015 ascendieron a 331,092 unidades, que constan de 247,482 vehículos totalmente eléctricos y 83.610 vehículos híbridos, un aumento de 449% y 191% a partir de 2014, respectivamente. Las ventas de vehículos de pasajeros, con exclusión de las importaciones, ascendieron a 176,627 unidades en 2015, lo que permite a China a clasificarse como el mayor vendedor en mercado de coches eléctricos en 2015. La cuota de mercado del segmento de automóviles de pasajeros eléctricos se elevó a 0,84% en 2015, frente a 0,25% en 2014. El modelo de mayores ventas en 2015 fue el BYD Qin híbrido con 31,898 unidades vendidas, seguido del BYD Tang con 18,375 unidades; En los completamente eléctricos fueron el Kandi EV con 16,736 unidades, BAIC E150/160/200 EV 16,488 unidades, y el Zotye Z100 EV con 15,467 unidades.
Para diciembre de 2015, con 31.898 unidades vendidas en 2015, el BYD Qin continuó como el vehículo de pasajeros más vendido en el país, con ventas acumuladas de 46,787 unidades desde su introducción. El BYD Qin fue el segundo con mayores ventas en el mundo de los híbridos en 2015 después de la Mitsubishi Outlander PHEV, y también ocupa el quinto lugar entre los principales coches eléctricos vendidos del mundo en 2015. BYD Auto terminó el 2015 como el de mayor ventas de coches legales en autopistas, con cerca de 60 000 unidades vendidas, seguidos por el Tesla S, con 50,580 unidades vendidas en 2015.
2020
Datos recientes demuestran que China ya es uno de los líderes mundiales en coches eléctricos. Algunas de las marcas más grandes del mundo de fabricantes de automóviles son chinos, además marcas como SAIC, GEELY,  BAIC, y BYD ya son players potentes en el mercado de vehículos eléctricos. Las ventas de BYD, contaron por más de 753 mil coches eléctricos vendidos en china, lo cual le hace llegar a ser el fabricante número dos del mundo en cuanto a vehículos eléctricos. Tesla todavía figura como el número uno y demuestra gran éxito en china, lo cual cuenta por un 21% de sus ventas globales.

### Vehículos más vendidos
En la siguiente tabla se presentan las ventas anuales de los autos de pasajeros más vendidos de energía en un modelo con ventas acumuladas de 3.000 o más unidades entre 2011 y diciembre de 2015.
| Mayores ventas de vehículos eléctricos en China por modelo entre 2011 y diciembre de 2015 | Mayores ventas de vehículos eléctricos en China por modelo entre 2011 y diciembre de 2015 | Mayores ventas de vehículos eléctricos en China por modelo entre 2011 y diciembre de 2015 | Mayores ventas de vehículos eléctricos en China por modelo entre 2011 y diciembre de 2015 | Mayores ventas de vehículos eléctricos en China por modelo entre 2011 y diciembre de 2015 | Mayores ventas de vehículos eléctricos en China por modelo entre 2011 y diciembre de 2015 | Mayores ventas de vehículos eléctricos en China por modelo entre 2011 y diciembre de 2015 | Mayores ventas de vehículos eléctricos en China por modelo entre 2011 y diciembre de 2015 |
| Modelo | Ventas totales 2011-2015                                                                  | Participación del mercado de vehículos eléctricos(1)                                      | Ventas 2015                                                                               | Ventas 2014                                                                               | Ventas 2013                                                                               | Ventas 2012                                                                               | Ventas 2011                                                                               |
| --- | ----------------------------------------------------------------------------------------- | ----------------------------------------------------------------------------------------- | ----------------------------------------------------------------------------------------- | ----------------------------------------------------------------------------------------- | ----------------------------------------------------------------------------------------- | ----------------------------------------------------------------------------------------- | ----------------------------------------------------------------------------------------- |
| BYD Qin | 46.787                                                                                    | 10,5%                                                                                     | 31.898                                                                                    | 14.747                                                                                    | 142                                                                                       | No disponible                                                                             | No disponible                                                                             |
| Kandi EV | 31.134                                                                                    | 7,0%                                                                                      | 16.736                                                                                    | 14.398                                                                                    | No disponible                                                                             | No disponible                                                                             | No disponible                                                                             |
| BAIC E150/160/200 EV | 23.832                                                                                    | 5,4%                                                                                      | 16.488                                                                                    | 5.234                                                                                     | 1.466                                                                                     | 644                                                                                       |                                                                                           |
| BYD Tang | 18.375                                                                                    | 4,1%                                                                                      | 18.375                                                                                    | No disponible                                                                             | No disponible                                                                             | No disponible                                                                             | No disponible                                                                             |
| Chery QQ3 EV | 16.247(2)                                                                                 | 3,7%                                                                                      | 3,208(2)                                                                                  | 2.016(3)                                                                                  | 5.727                                                                                     | 3.129                                                                                     | 2.167                                                                                     |
| Zotye Cloud/Z100 EV | 15.467                                                                                    | 3,5%                                                                                      | 15.467                                                                                    | No disponible                                                                             | No disponible                                                                             | No disponible                                                                             | No disponible                                                                             |
| JAC J3/iEV | 15.279                                                                                    | 3,5%                                                                                      | ~9.000                                                                                    | ~1.000                                                                                    | 1.309                                                                                     | 2.485                                                                                     | 1.585(4)                                                                                  |
| BYD e6 | 14.257(5)                                                                                 | 3,2%                                                                                      | 7.029                                                                                     | 3.560                                                                                     | 1.544                                                                                     | 1.690                                                                                     | 401                                                                                       |
| Zotye Zhidou E20 | 13.726                                                                                    | 3,1%                                                                                      | 6.385                                                                                     | 7.341                                                                                     | No disponible                                                                             | No disponible                                                                             | No disponible                                                                             |
| SAIC Roewe 550 PHEV | 11.711                                                                                    | 2,6%                                                                                      | 10.711                                                                                    | ~1.000                                                                                    | No disponible                                                                             | No disponible                                                                             | No disponible                                                                             |
| Chery eQ | 7.804                                                                                     | 1,8%                                                                                      | 7.262                                                                                     | 542                                                                                       | No disponible                                                                             | No disponible                                                                             | No disponible                                                                             |
| Tesla Model S | 5.524(6)                                                                                  | 1,2%                                                                                      | 3.025(6)                                                                                  | 2.499                                                                                     | No disponible                                                                             | No disponible                                                                             | No disponible                                                                             |
| Geely-Kandi Panda EV | 4.939                                                                                     | 1,1%                                                                                      | 3.654                                                                                     | 1.285                                                                                     | No disponible                                                                             | No disponible                                                                             | No disponible                                                                             |
| Zhidou D2 | 3.777                                                                                     | 0,8%                                                                                      | 3.777                                                                                     | No disponible                                                                             | No disponible                                                                             | No disponible                                                                             | No disponible                                                                             |
| BYD F3DM | 3.284(5)                                                                                  | 0,7%                                                                                      | No disponible                                                                             | No disponible                                                                             | 1.005                                                                                     | 1.201                                                                                     | 613                                                                                       |
| Denza EV | 3.020                                                                                     | 0,7%                                                                                      | 2.888                                                                                     | 132                                                                                       | No disponible                                                                             | No disponible                                                                             | No disponible                                                                             |
| Total de ventas | 444.447(7)                                                                                | -                                                                                         | 331.092                                                                                   | 74.763                                                                                    | 17.642                                                                                    | 12.791                                                                                    | 8.159                                                                                     |
| Notas: (1) Porcentaje de participación del mercado de 444.447 vehículos nuevos vendidos en 2011 y diciembre de 2015. (2) Solamente ventas entre enero y junio de 2015. (3) Solamente ventas entre enero y marzo de 2014. (4) Ventas combinadas en 2010 y 2011. (5) El total de BYD e6 incluye 33 unidades vendidas en 2010. F3DM incluye en total 417 unidades vendidas 2010 y 48 en 2009. (6) Tesla Model S vendidas hasta septiembre de 2015. (7) Total de unidades vendidas de vehículos eléctricos incluyendo camiones de carga, autobuses pero no incluyen al Tesla S ni ningún otro vehículo importado. |                                                                                           |                                                                                           |                                                                                           |                                                                                           |                                                                                           |                                                                                           |                                                                                           |